# Садовый (Рязанская область)
Садовый — посёлок в Шацком районе Рязанской области в составе Лесно-Полянского сельского поселения.

## Географическое положение
Посёлок Садовый расположен на Окско-Донской равнине в 16 км к юго-востоку от города Шацка. Расстояние от посёлка до районного центра Шацк по автодороге — 21 км.
В посёлке Садовый имеются два небольших пруда. К северо-востоку от посёлка находятся урочище Степная (бывший населённый пункт) и балка Степная; к северо-западу протекает небольшой ручей Буркачи, на котором расположен одноимённый пруд. Ближайшие населённые пункты — село Кривая Лука и посёлок Луч.

## История
В 1966 г. указом президиума ВС РСФСР поселок второго отделения совхоза «Шацкий» переименован в Садовый.

## Население
| 1989 | 2010 | 2012 |
| ---- | ---- | ---- |
| 287  | ↘153 | ↘148 |

## Транспорт
Основные грузо- и пассажироперевозки осуществляются автомобильным транспортом. Село Старая Покровка расположено в непосредственной близости от автомобильной дороги межрегионального значения А-143: «Шацк — Тамбов», на которую имеет выезд.